# Michelle Maylene
Michelle Maylene (Edwards, California, 20 de enero de 1987) es una actriz, modelo y actriz pornográfica estadounidense.

## Biografía
Maylene nació en Edwards, California aunque su etnia es Eurasiática.
Asistió a la Escuela High Desert, donde se graduó como la mejor alumna de la clase en 2005. Su padre es descendiente de franceses, y su madre es descendiente de filipinos y hawaianos.
En cuanto a su vida personal, estuvo comprometida con el actor Marcus Patrick.

## Carrera
Maylene apareció junto a la estadounidense Jenna Jameson en el programa Jenna's American Sex Star y fue finalista en la primera temporada. También apareció en los programas de televisión de Playboy, Night Calls y Canoga Park, y en 2008 se convirtió en corresponsal de noticias de la AVN en su sitio web.
Hizo su debut como bailarina en una aparición en 2006, siguiendo los pasos de su madre, quien también fue bailarina exótica.
En 2011, Maylene desempeñó el papel de Esha en un episodio llamado Downtime, en la serie de televisión de Chemistry, en Cinemax, y entre 2007 y 2010, coprotagonizó las cuatro temporadas de la serie Co-Ed Confidential interpretando Karen.
En ese mismo año, la revista Complex le situó en el lugar #28 en su lista de "Las 50 mejores estrellas porno asiáticas más calientes de todos los tiempos".

## Filmografía
- Teen Idol 3 (2005)
- Barely Legal Corrupted 6 (2005)
- Sakura Tales 9 (2006)
- Jack's Playground 32 (2006)
- Who's Your Daddy Vol 8 (2006)
- Explosive Fantasies (2007)
- Pledge This (2007)
- Co-Ed Confidential (2007–2010)
- Cougar School (2009)
- Lust at First Bite (2010)
- Sexual Witchcraft (2010)

## Premios
- 2005 Premio XRCO nominada - Dream Cream[8]
- 2007 Premio AVN nominada - A la Mejor Nueva Estrella joven[9]
- 2008 Premio AVN nominada - Al Mejor Crossover Estrella[2]